# Spistonamento
Lo spistonamento è un termine che sta ad indicare un grave danno alle parti mobili di un motore ed è rivolto principalmente alla deformazione o rottura dei supporti del pistone.

## Definizione
Nascita di laschi (sfregamento di due materiali fino a farli consumare) biella/bronzina, soprattutto tra lo spinotto e la relativa sede sul pistone, favorendo così l'aumento di giochi tra le parti le quali iniziano un processo di usura accelerata (essendo consumate sfregano sempre di più e favoriscono sempre di più l'usura delle parti) fino a cedere totalmente, portando a una vera demolizione/rottura del pistone o a una rottura sulla giunzione tra biella e pistone, nei casi più gravi si ha una demolizione dell'intero pistone.

## Cause dello spistonamento
Le cause principali che possono provocare lo spistonamento son le seguenti:
- Rottura od usura delle bronzine o dei cuscinetti
- Difetti dei materiali
- Urto meccanico

Lo spistonamento può verificarsi in diversi modi, tutti più o meno, direttamente riconducibili alla discrezione dell'utilizzatore dell'apparato motore.
Un rumore di "ferraglia" proveniente dal motore è il preludio che qualcosa nelle parti mobili del sistema non funziona a dovere; se il guasto non viene subito individuato e l'utilizzatore del motore non ne presta attenzione, lo spistonamento può provocare la rottura della biella, delle valvole e delle puntine 
Nei motori di nuova concezione o comunque in quelli più moderni, sono molto meno frequenti le rotture che si verificano a causa di difetti dei materiali, per la precisione con cui sono fabbricati. 

## Caratteristiche del danno
Un danno come lo spistonamento si può presentare con:
- Rumore anomalo, simile a ferraglia
- Vibrazioni, le vibrazioni aumentano per via del gioco che acquisisce il pistone che lo fa scampanare
- Calo di potenza, dovuta a una riduzione della tenuta

## Prevenzione
Per poter prevenire tale danno, oltre ad un corretto utilizzo del motore, è importante anche la scelta dell'olio, dove è sempre utile seguire le indicazioni date dalla casa costruttrice e la periodica sostituzione di olio ogni qualvolta ve ne sia la necessità; gli oli infatti possono perdere le loro caratteristiche, quindi se si possiede un motore che ha lavorato per quattromila o ottomila ore, sempre con un tipo di olio, non sostituirlo può diventare deleterio soprattutto per le parti mobili, a partire dalla pompa dell'olio che deve garantire sempre una determinata pressione.
Anche l'utilizzo dell'olio deve essere tenuto da conto perché può realmente provocare lo spistonamento.